# Lungotevere Vaticano
Il lungotevere Vaticano è il tratto di lungotevere che collega ponte Sant'Angelo a ponte Vittorio Emanuele II, a Roma, nel rione Borgo.
Il lungotevere prende nome dal colle su cui sorgono la basilica di San Pietro e la città-stato del Vaticano; è stato istituito con delibera del 20 luglio 1887.
Vi si trova la chiesa della Santissima Annunziata (detta l'Annunziatina), un tempo sita in Borgo Santo Spirito, demolita per l'apertura di via della Conciliazione e ricostruita nel 1950 all'angolo con via San Pio X. La facciata risale al XVIII secolo ed è attribuita a Pietro Passalacqua. Reca all'interno opere d'arte un tempo poste nella piccola chiesa di San Michele Arcangelo al Corridore, demolita.